# حيطة طلا
حيطة طلا (بالفارسية: حیطه طلا) هي قرية تقع في قسم بيزكي الريفي (مقاطعة تشناران) في إيران. يقدر عدد سكانها بـ 213 نسمة بحسب إحصاء 2016.